# Andrij Kirlik
Andrij Janoszewycz Kirlik (ukr. Андрій Яношевич Кірлік, ros. Андрей Яношевич Кирлик, Andriej Janoszewicz Kirlik; ur. 21 listopada 1974 w Chmielnickim) – ukraiński piłkarz, grający na pozycji pomocnika.

## Kariera piłkarska

### Kariera klubowa
Wychowanek Szkoły Piłkarskiej w Chmielnickim. Pierwszy trener - A.I.Morhowski. W 1991 rozpoczął karierę piłkarską w miejscowym klubie Podilla Chmielnicki, skąd latem 1993 przeszedł do Metalista Charków, ale po rundzie jesiennej zmienił klub na FK Boryspol. W Boryspolu również nie grał długo i od sezonu 1994/95 bronił barw Tawrii Chersoń. Po 3 rozegranych meczach przeniósł się do Kreminia Krzemieńczuk.
Po sezonie 1997/98 spędzonym w Nywie Tarnopol powrócił do Metalista. Potem w latach 2000–2002 bronił barw klubów CSKA Kijów, Arsenał Kijów i Borysfen Boryspol. Na początku 2003 został zaproszony do Czornomorca Odessa, w którym pełnił funkcje kapitana drużyny i był jednym z najlepszych piłkarzy.
Od stycznia do czerwca 2004 z powodów rodzinnych piłkarz zrezygnował z występów, ale potem powrócił do klubu. 1 lipca 2008 po zakończeniu kontraktu postanowił poświęcić się religii. Ukończył seminarium duchowne w Odessie i 7 marca 2009 został wyświęcony na diakona Ukraińskiego Kościoła Prawosławnego Patriarchatu Moskiewskiego, a następnie przyjął święcenia kapłańskie z rąk metropolity odeskiego i izmaiłskiego Agatangela.

## Sukcesy

### Sukcesy klubowe
- brązowy medalista Mistrzostw Ukrainy: 2005/06
- półfinalista Pucharu Ukrainy: 2003/04, 2007/08

### Sukcesy indywidualne
- członek Klubu 300: 331 meczów
- wybrany do listy najlepszych piłkarzy roku na Ukrainie: 2003 (nr 3), 2004 (nr 3)